# Enciso
Enciso là một khu tự quản thuộc tỉnh Santander, Colombia. Thủ phủ của khu tự quản Enciso đóng tại Enciso Khu tự quản Enciso có diện tích 418 ki lô mét vuông. Đến thời điểm ngày 28 tháng 5 năm 2005, khu tự quản Enciso có dân số 4159 người.